# Tiếng Banjar

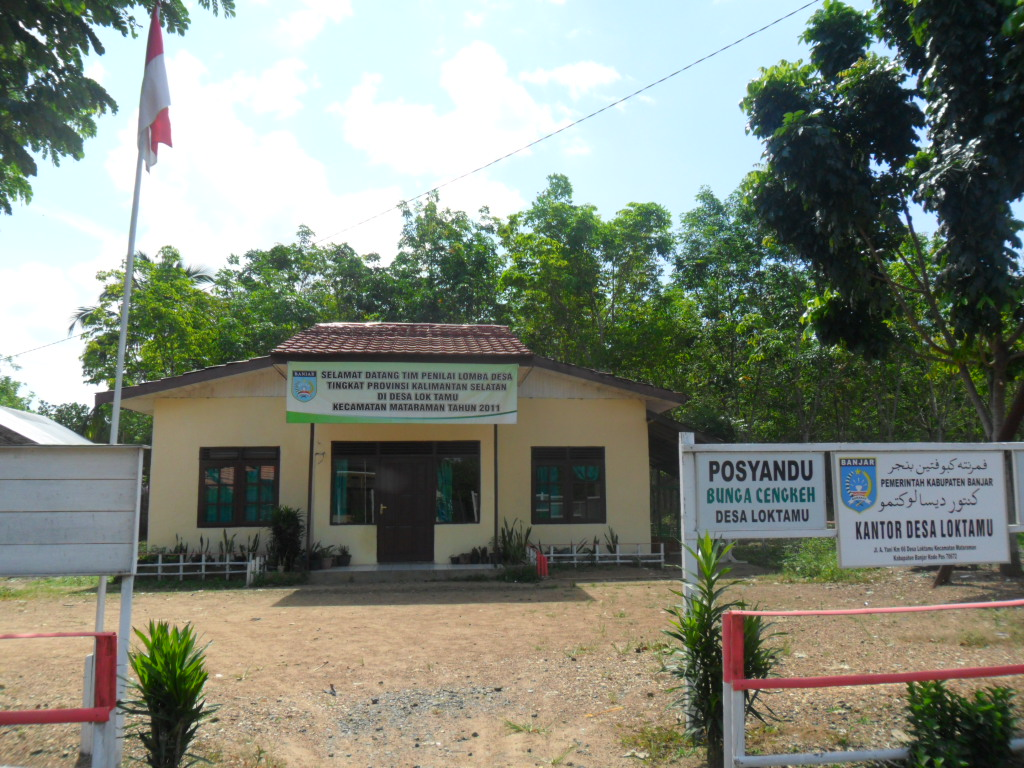
Tiếng Banjar được viết bằng chữ Jawi tại trụ sở làng Lok Tamu thuộc xã Mataraman, huyện Banjar, Nam Kalimantan, Indonesia

Tiếng Banjar (tên tự gọi: Bahasa/Basa Banjar, tiếng Indonesia: Bahasa Banjar, Jawi: بهاس بنجر) là ngôn ngữ bản địa được sử dụng bởi người Banjar ở Nam Kalimantan, Indonesia. Do nhiều người thương nhân Banjar đi lại nhiều nên họ mang tiếng mẹ đẻ của họ đi khắp Indonesia, thậm chí tất cả các nơi trên thế giới.

## Sử dụng
Trên đảo Kalimantan, tiếng Banjar được xem như một lingua franca (tức một ngôn ngữ chung dùng cho giao tiếp), và được sử dụng rộng rãi ở ba trong số năm tỉnh Kalimantan thuộc Indonesia: Nam Kalimantan, Đông Kalimantan, và Trung Kalimantan (trừ Tây Kalimantan và Bắc Kalimantan, nơi tiếng Mã Lai phổ biến hơn).